# Firestone
Firestone Tire and Rubber Company američka je tvrtka za proizvodnju guma. Firestone je 1900. godine osnovao Harvey S. Firestone u gradu Akron, Ohio. Godine 1932. Harvey S. Firestone, prvobitno poljodjelac, razvio je prvu pneumatsku gumu za traktor na svijetu. Danas je Firestone dio "Bridgestone Corporation" – najveće tvrtke za proizvodnju guma za vozila i proizvoda od gume na svijetu. Godine 1988. tvrtka je prodana japanskom proizvođaču guma Bridgestoneu.

## Vanjske poveznice
- Službene stranice tvrtke